# László Krasznahorkai
László Krasznahorkai (Gyula, 5 gennaio 1954) è uno scrittore e sceneggiatore ungherese.
Autore dei romanzi Satantango (Sátántangó, 1985) e Melancolia della resistenza (Az ellenállás melankóliája, 1989), è considerato dalla critica il più importante scrittore ungherese vivente e uno tra i maggiori autori europei. Dopo traduzioni in Italia e in Europa per piccoli editori, e forte dell'attenzione e della stima di W.G. Sebald, raggiunge notorietà continentale con la vittoria, nel 2015, del Man Booker International Prize, premio a cui è nuovamente candidato nell'edizione del 2018.
Nel 2021 è stato insignito del Premio di Stato austriaco per la letteratura europea.
Ha inoltre collaborato con il regista Béla Tarr come sceneggiatore di cinque pellicole.

## Opere

### Romanzi
- Sátántangó (1985)
  - Satantango, traduzione italiana di Dóra Várnai, Bompiani, Milano, 2016
- Az ellenállás melankóliája (1989)
  - Melancolia della resistenza, traduzione italiana di Dóra Mészáros e Bruno Ventavoli, Zandonai, Rovereto, 2013; Bompiani, Milano, 2018
- Az urgai fogoly (1992)

- Háború és háború (1999)
  - Guerra e guerra, traduzione italiana di Dóra Várnai, Bompiani, Milano, 2020

- Rombolás és bánat az Ég alatt (2004)
- Báró Wenckheim hazatér (2016)
  - Il ritorno del barone Wenckheim, traduzione italiana di Dóra Várnai, Bompiani, Milano, 2019
- Herscht 07769 (2021)
  - Herscht 07769, traduzione italiana di Dóra Várnai, Bompiani, Milano, 2022
- Zsömle odavan (2024)

Racconti e novelle
- Kegyelmi viszonyok (1986)
- Megjött Ézsaiás (1998)
  - È arrivato Isaia, traduzione italiana di Dóra Várnai, incluso in Guerra e guerra
- Északról hegy, Délről tó, Nyugatról utak, Keletről folyó (2003)
- Seiobo járt odalent (2008)
  - Seiobo è discesa quaggiù, traduzione italiana di Dóra Várnai, Bompiani, Milano, 2021
- Az utolsó farkas (2009)
- Megy a világ (2013)
  - Avanti va il mondo, traduzione italiana di Dóra Várnai, Bompiani, Milano, 2024

### Saggistica
- A Théseus-általános (1993)
- Este hat; néhány szabad megnyitás (2001), saggi
- Krasznahorkai Beszélgetések (2003), raccolta di interviste
- Nem kérdez, nem válaszol. Huszonöt beszélgetés ugyanarról (2012), raccolta di interviste
- A Manhattan-terv (2018)

### Sceneggiature
- Perdizione (Kárhozat), regia di Béla Tarr (1988)
- Satantango (Sátántangó), regia di Béla Tarr (1994)
- Le armonie di Werckmeister (Werckmeister harmóniák), regia di Béla Tarr (2000)
- L'uomo di Londra (A Londoni férfi), regia di Béla Tarr (2007)
- Il cavallo di Torino (A torinói ló), regia di Béla Tarr (2011)